# ياشار ني ياشار ني ياشاماز
يشار نه يشار نه يشاماز فيلم تركي تمثيل Halit Akçatepe و Münir Özkul وŞener Şen وسونغول أودان مأخوذ عن قصة للكاتب عزيز نيسن تدور أحداثه عام 1974 في تركيا، أنتج بين 1999 و2000.

## وصلات خارجية
- ياشار ني ياشار ني ياشاماز على موقع IMDb (الإنجليزية)
- ياشار ني ياشار ني ياشاماز على موقع قاعدة بيانات الفيلم (الإنجليزية)
- ياشار ني ياشار ني ياشاماز على موقع ليتربوكسد (الإنجليزية)
- ياشار ني ياشار ني ياشاماز على موقع كينوبويسك (الروسية)

- معلومات عن الفيلم
- مقطع من الفيلم على يوتيوب